# Scary Movie 3
Scary Movie 3 (Todo Mundo em Pânico 3 (título no Brasil) ou Scary Movie 3 - Outro Susto de Filme (título em Portugal)) é um filme estadunidense de ficção científica do gênero comédia de terror lançado em 2003. É o terceiro filme da franquia Scary Movie e o primeiro a ser dirigido por David Zucker.
O filme é estrelado por Anna Faris e Regina Hall, reprisando seus papéis como Cindy Campbell e Brenda Meeks, respectivamente. Os novos membros do elenco incluem Charlie Sheen, Simon Rex, Anthony Anderson, Kevin Hart e Leslie Nielsen. É o primeiro filme da série a não apresentar envolvimento da família Wayans; os personagens de Shorty Meeks e Ray Wilkins, anteriormente interpretados por Shawn e Marlon Wayans, não aparecem e nem são referenciados no filme.
O enredo do filme parodia significativamente os filmes The Ring, Sinais, Matrix Reloaded e 8 Mile. Scary Movie 3 arrecadou US$ 220,7 milhões em todo o mundo. É o último filme da série a ser lançado pela subsidiária da Walt Disney Company, a Miramax Films, sob a marca Dimension Films.

## Enredo
Ao investigar uma fita de vídeo que mata a quem assiste em sete dias, a jornalista Cindy Campbell e seu sobrinho Cody Campbell descobrem que a fita tem ligação com os estranhos sinais que aparecem na plantação de Tom Logam e que ela é a escolhida para acabar com a maldição da fita e de impedir a invasão alienigena na Terra. O filme abre com Katie e Becca sendo vítimas de uma morte horrível e sobrenatural sete dias depois de assistir a tal fita amaldiçoada. Elas morrem quando o televisor é ligado, por si só. Em uma fazenda nos arredores de Washington DC, um fazendeiro viúvo e ex-reverendo, Tom Logan e seu desajeitado irmão George estão andando pela fazenda quando descobrem um círculo.
O "círculo" é parte de uma grande seta esculpida no campo que apontam para a casa Logan com os dizeres "ataque aqui". Em Washington, Cindy Campbell, agora uma apresentadora, anuncia a notícia e depois tem uma discussão com seu chefe pois ele só quer histórias com sexo, violência e clima. Mais tarde, ela pega seu superdotado sobrinho Cody da escola, onde sua melhor amiga, Brenda Meeks agora trabalha como professora e não é mais namorada de Ray Wilkins. George Logan chega para pegar sua sobrinha Sue, que está na mesma classe. George e Cindy se apaixonam instantaneamente e ele convida Cindy e Brenda para assistir a uma batalha de rap com o seus amigos Mahalik e CJ. Mais tarde, George compete e prova realmente ser muito talentoso. Mas devido a alguns erros não intencionais e racistas, ele é jogado para fora. Após a batalha, Brenda pergunta a Cindy se pode lhe fazer companhia, uma vez que ela assistiu a fita de vídeo amaldiçoada. Depois de pregar várias peças em Cindy, ela se senta para assistir televisão e é morta por Tabitha, que sai da televisão.
George recebe um telefonema sobre a morte e Tom se encontra com Sayaman, que se desculpa pelo acidente envolvendo a esposa de Tom, Annie. Durante o velório de Brenda, George e Mahalik causam estragos no corpo dela tentando trazê-la de volta à vida. Cindy decide assistir a fita e também é amaldiçoada. Ela chama George, CJ e Mahalik para obter ajuda. CJ lembra de sua tia Shaneequa, que pode ser capaz de ajudar. Tia Shaneequa e seu marido, Orfeu concordam em assistir a fita. Shaneequa descobre a imagem escondida de um farol, que Cindy deve encontrar para resolver o mistério. Quando Cindy retorna para casa, ela descobre que Cody assistiu a fita, condenando-o a uma morte certa. De volta ao trabalho, Cindy procura fotos de faróis, antes de encontrar o caminho da fita. Desesperada para salvar a vida de Cody, Cindy tenta avisar todo mundo, inserindo uma mensagem no teleprompter, para que o âncora de telejornal leia, mas ela é interrompida por seu chefe e um zelador.
Os Logans descobrem que a mensagem é verdadeira, uma vez que encontraram um alienígena disfarçado de Michael Jackson, e Presidente Harris, que visita pessoalmente a fazenda para investigar os círculos nas plantações. Cindy vai ao farol, onde ela encontra The Architect. O velho explica a história por trás da fita assassina. Tabitha era adotada e má, quando sua mulher a afogou na fazenda, mas não antes que ela imprimisse seu mal na fita. Infelizmente, ele confundiu a fita do mal com uma cópia de Pootie Tang e ela retornou a Blockbuster, desencadeando a maldição. Após dar por falta de Cody, Cindy consegue localizá-lo na fazenda de Logan, onde ele se refugiou com George. Sob as ordens de Tom, todos fogem para o porão com segurança. Ele, George e Mahalik continuam do lado de fora para lutar contra os extraterrestres.
Os alienígenas chegam, mas revelam que eles são de fato amigáveis e vieram parar Tabitha, uma vez que acidentalmente assistiram a fita em uma transmissão que tinha interceptado, pensando que era Pootie Tang. No porão, Cindy encontra o poço onde Tabitha foi afogada. De repente, Tabitha aparece atrás dela. Uma pequena luta segue e Tabitha faz de Cody seu refém. Cindy e George apelam, oferecendo-lhe um lugar em sua família. Tabitha parece aceitar a oferta, mas de repente ela saca uma faca afiada. Ela quase avança em Cindy e George, mas é acidentalmente atirada no poço pelo Presidente Harris. Os alienígenas os deixam em paz e Cindy e George se casam. Deixando a fazenda para sua lua de mel, eles percebem que se esqueceram de levar Cody com eles e o menino é atropelado por um carro enquanto os perseguia na estrada.

## Elenco
- Anna Faris como Cindy Campbell
- Regina Hall como Brenda Meeks
- Drew Mikuska como Cody
- Charlie Sheen como Tom Logan
- Simon Rex como George Logan
- Jianna Ballard como Sue Logan
- Leslie Nielsen como presidente Baxter Harris
- Anthony Anderson como Mahalik
- Kevin Hart como CJ
- Queen Latifah como tia Shaneequa
- Eddie Griffin como Orpheus
- George Carlin como arquiteto
- Marny Eng como Tabitha
- Pamela Anderson como Becca Kotler
- Jenny McCarthy como Katie Embry
- Ja Rule como agente Thompson
- Simon Cowell como ele mesmo
- Fat Joe como ele mesmo
- Edward Moss como alienígena "Michael Jackson"

## Produção
Em 22 de novembro de 2002, a Dimension Films anunciou um terceiro filme da franquia Scary Movie sem o retorno dos irmãos Wayans. O filme recebeu o título provisório de "Scary Movie 3: Episode I — Lord of the Brooms" e planejava-se realizar uma paródia das franquias Star Wars, O Senhor dos Anéis e Harry Potter. David Zucker iria rodar o filme utilizando este roteiro, mas acabou decidindo não usá-lo.
As filmagens começaram em 12 de março de 2003 e terminaram em 16 de julho de 2003. O filme foi rodado na Colúmbia Britânica e em Washington, D.C.

## Recepção

### Crítica
No site agregador de críticas Rotten Tomatoes, 36% das 129 resenhas dos críticos são positivas. O Metacritic, que usa uma média ponderada, atribuiu ao filme uma pontuação de 49 em 100, baseado em 27 críticos, indicando críticas "mistas ou médias".

### Comercial
O filme estreou no primeiro lugar nos Estados Unidos, arrecadando US$ 48,1 milhões em seu fim de semana de abertura e US$ 57,5 milhões para aquela semana; na segunda semana, arrecadou US $ 24,7 milhões. Ao sair de cartaz, Scary Movie 3 arrecadou US$ 110 milhões nos Estados Unidos e US$ 110,7 milhões internacionalmente, perfazendo US$ 220,7 milhões no total.